# Bentazon
Bentazon ist eine chemische Verbindung aus der Gruppe der Thiadiazine.

## Gewinnung und Darstellung
Bentazon kann durch Reaktion von Anthranilsäure mit Isopropylsulfamoylchlorid (erhalten durch Reaktion von Isopropylamin mit Chlorsulfonsäure) und Phosgen gewonnen werden.

## Verwendung
Bentazon wird als Kontaktherbizid gegen zweikeimblättrige Unkräuter verwendet. Es wird über Blatt und Spross der Pflanzen aufgenommen und hemmt die Photosynthese der Pflanzen. In der Landwirtschaft ist Bentazon für die Bekämpfung von Unkräutern in Sommerweizen, Sommergerste, Hafer, Kartoffeln, Ackerbohnen, Futtererbse, Sojabohne und Rotklee (Wiesen-Klee) zugelassen. Die Wassergefährdungsklasse liegt bei Bentazon bei 2.
In den USA wurden 2011 etwa 500 Tonnen von dem Wirkstoff eingesetzt.

## Zulassung
Bentazon ist als Wirkstoff in Pflanzenschutzmitteln (z. B. Basagran) in der Europäischen Union sowie Schweiz zugelassen. In vielen EU-Mitgliedstaaten sind Bentazon-haltige Präparate erhältlich, jedoch nicht in Deutschland oder Österreich.

## Abbau von Bentazon im Boden
Bentazon wird in Böden mit einer Halbwertszeit von 8 Tagen zu N-Methylbentazon abgebaut. Dieser wird weiter abgebaut zu Kohlenstoffdioxid oder anderen Abbauprodukten, die dann mineralisiert werden. Allerdings ist Bentazon in Böden sehr mobil mit einem relativ niedrigen mittleren Koc-Wert von 42 cm3/g. Der Koc-Wert (Sorptionskoeffizient an organischem Kohlenstoff) steht reziprok zur Grundwassergefährdung eines Stoffes, weswegen eine Grundwassergefährdung von Bentazon gerade bei früher oder starker Anwendung möglich ist.
Entsprechend ist das Grundwasser in der Schweiz mit Bentazon belastet.